# Eminium
Eminium é um género botânico da família das aráceas.

## Espécies
- Eminium alberti
- Eminium intortum
- Eminium ledebouri
- Eminium rauwolffii
- Eminium regelii
- Eminium spiculatum